# گونواده
گونِواده  (انگلیسی: Familect) مجموعه‌ای از واژگان یا عباراتِ ابداع‌شده با معانیِ ادراک‌پذیر در اعضای یک خانواده یا سایر گروه‌های صمیمی کوچک است.  سینتیا گوردون، استاد زبان‌شناسی در دانشگاه جورج تاون، یکی از پیشگامانِ پژوهش دربارهٔ خانواده‌ها است که در سال ۲۰۰۹ این مفهوم را در کتاب خود یعنی «معناسازی، خانواده‌سازی» (Making Meanings, Creating Family) مورد بحث قرار داد. خانواده‌ها در فهرست صمیمیِ ارتباطات قرار می گیرند. خانواده‌ها اغلب با پذیرشِ واژگانی که کودکانِ خردسالشان هنگام یادگیریِ صحبت‌کردن ایجاد می‌کنند، دایره‌لغات تازه‌ای می‌سازند. خانواده‌ها هم از طریق لغزش‌های زبانی و اختراع واژگان، دایره‌لغاتشان را تنوع می‌بخشند.

## همچنین ببینید
- خاص‌گویه

### پاورقی‌ها
1. ↑  این واژه از به‌همچسباندنِ دو واژهٔ «گویش» و «خانواده» به دست آمده‌است. این واژه‌سازی از روی معادل انگلیسیَش «Familect»، گرته‌بردارانه انجام شده‌است. واژه‌ی «Familect» از به‌هم‌چسباندنِ «Family» و «Dialect» به وجود آمده‌است. «Dialect» به معنای «گویش» است.

1. ↑  Harriet Powney (July 19, 2013). "Speaking it in the family". The Guardian. Retrieved May 21, 2021.
2. ↑  Kathryn Hymes (May 13, 2021). "Why We Speak More Weirdly at Home". The Atlantic. Retrieved May 21, 2021.